# Пакалевский сельсовет
Пакалевский сельсовет — сельское поселение в Тонкинском районе Нижегородской области. 
Административный центр — село Пакали.

## История
Статус и границы сельского поселения установлены Законом Нижегородской области от 15 июня 2004 года № 60-З «О наделении муниципальных образований - городов, рабочих посёлков и сельсоветов Нижегородской области статусом городского, сельского поселения».
Законом Нижегородской области от 3 июля 2009 года № 95-З сельские поселения Пакалевский сельсовет и Полянский сельсовет объединены в сельское поселение Пакалевский сельсовет с административным центром в селе Пакали.

## Население
| 2002 | 2010 | 2012 | 2013 | 2014 | 2015 | 2016 |
| ---- | ---- | ---- | ---- | ---- | ---- | ---- |
| 1358 | ↘843 | ↘806 | ↘777 | ↘726 | ↘698 | ↘656 |
| 2017 | 2018 | 2019 | 2020 | 2021 |      |      |
| ↘642 | ↘617 | ↘590 | ↘548 | ↘545 |      |      |

## Состав сельского поселения
| №  | Населённый пункт    | Тип населённого пункта       | Население |
| -- | ------------------- | ---------------------------- | --------- |
| 1  | Большое Долгополово | деревня                      | ↘4        |
| 2  | Верхний Церквинский | посёлок                      | ↘0        |
| 3  | Викуловское         | деревня                      | ↘9        |
| 4  | Катайское           | деревня                      | ↘0        |
| 5  | Коротенское         | деревня                      | ↘0        |
| 6  | Корыпалово          | деревня                      | ↘0        |
| 7  | Котоминское         | деревня                      | ↘16       |
| 8  | Крошиловское        | деревня                      | ↘17       |
| 9  | Малое Зубово        | деревня                      | ↘4        |
| 10 | Малое Тарасово      | деревня                      | ↘17       |
| 11 | Малые Зелёные Луга  | деревня                      | →0        |
| 12 | Михайлов Полом      | деревня                      | ↘7        |
| 13 | Никитин Завод       | деревня                      | ↘13       |
| 14 | Носовское           | деревня                      | ↘3        |
| 15 | Пакали              | село, административный центр | ↘371      |
| 16 | Пеньки              | деревня                      | ↘0        |
| 17 | Полянское           | село                         | ↘99       |
| 18 | Рожниха             | деревня                      | ↘28       |
| 19 | Романовы Пруды      | деревня                      | ↘0        |
| 20 | Рыбное              | деревня                      | ↘0        |
| 21 | Старое Котомино     | деревня                      | ↘0        |
| 22 | Степановское        | деревня                      | ↘59       |
| 23 | Трошково            | деревня                      | ↘196      |
| 24 | Ядровское           | деревня                      | →0        |